# Wybory parlamentarne w Kirgistanie w 2010 roku
Wybory parlamentarne w Kirgistanie w 2010 roku – odbyły się 10 października 2010 i były pierwszymi wyborami po zmianie konstytucji i wprowadzeniu w kraju parlamentarnego systemu rządów. W ich wyniku wyłoniony został skład 120-osobowego parlamentu. Najwięcej głosów i mandatów uzyskała nacjonalistyczna partia Ata Żurt, mająca silne poparcie na południu kraju i grupująca część dawnych współpracowników prezydenta Kurmanbeka Bakijewa.

## Organizacja wyborów
W kwietniu 2010 w Kirgistanie w wyniku rewolucji obalony został prezydent Kurmanbek Bakijew, który w następstwie społecznych protestów szukał schronienia na Białorusi. Rządy przejęła opozycja na czele z Rozą Otunbajewą jako tymczasowym szefem państwa i rządu. Po zmianie na szczytach władzy kraj borykał się z niestabilnością wewnętrzną. W czerwcu w południowych prowincjach doszło do wybuchu krwawych kirgisko-uzbeckich zamieszek etnicznych, w wyniku których śmierć poniosło co najmniej kilkaset osób. 
Jeszcze w kwietniu 2010 rząd tymczasowy wyznaczył kalendarz wyborczy. Zadeklarował opracowanie projektu nowej konstytucji, wprowadzającej w miejsce prezydenckiego system rządów system parlamentarny, a następnie przeprowadzenie 10 października 2010 wyborów parlamentarnych. 27 czerwca 2010 odbyło się referendum konstytucyjne, w którym obywatele poparli projekt nowej ustawy zasadniczej i przedłużyli mandat Rozy Otunbajewy do końca 2011. 
3 lipca 2010 Otunbajewa została uroczyście zaprzysiężona na stanowisku prezydenta Kirgistanu. 10 sierpnia 2010 wydała dekret potwierdzający datę wyborów parlamentarnych w dniu 10 października 2010.

## Nowe przepisy wyborcze
Zgodnie z nową konstytucją parlament Kirgistanu liczy 120 deputowanych wybieranych na 5-letnią kadencję w głosowaniu proporcjonalnym. Głosowano wyłącznie na listy partyjne, nie na indywidualnych kandydatów. Na karcie do głosowania umieszczona była nazwa partii oraz nazwiska 5 jej przedstawicieli. Próg wyborczy dla partii politycznych wynosił co najmniej 5% głosów w skali całego kraju oraz co najmniej 0,5% w każdym z regionów administracyjnych. Żadna z partii nie mogła jednak zdobyć więcej niż 65 mandatów, niezależnie od skali uzyskanego poparcia. 
Większość parlamentarna będzie posiadać prawo nominacji kandydata na stanowisko szefa rządu, który po przedstawieniu programu i składu swego gabinetu będzie musiał uzyskać zatwierdzenie ze strony izby. Premier Kirgistanu zgodnie konstytucją z 2010 zajmuje nadrzędną pozycję w stosunku do prezydenta, jako że zakres jego uprawnień został poszerzony, m.in. zyskał prawo mianowania członków rządu oraz gubernatorów. 
Część organizacji międzynarodowych (m.in. OBWE) oraz politycznych instytutów badawczych, jak również opozycja i krytycy ustroju parlamentarnego, wyrażali niepokój o bezpieczeństwo kraju w czasie procesu wyborczego i tuż po nim. Wskazywali na możliwość odnowienia konfliktu etnicznego na południu Kirgistanu oraz prób destabilizacji sytuacji przez przegranych kandydatów. OBWE wyraziła obawy przed przypadkami kupowania głosów i naruszania uprawnień administracyjnych. Poruszyła również kwestię uczestnictwa w wyborach mniejszości uzbeckiej, która mogła czuć się zastraszona wzajemnymi oskarżeniami o przyczyny wybuchu zamieszek etnicznych oraz nacjonalistyczną retoryką niektórych z ugrupowań, a przez to mogła nie wziąć udziału w głosowaniu. 

## Główni uczestniczy wyborów
Do udziału w wyborach zarejestrowanych zostało 29 partii politycznych, jednak zdaniem komentatorów prasowych szansę na zdobycie mandatów posiadało nie więcej niż sześć z nich. Do największych partii politycznych i faworytów w wyborach należały:
- Ata Meken – na czele z Omurbekiem Tekebajewem, jednym z byłych członków rządu tymczasowego i autora reformy konstytucyjnej kraju
- Socjaldemokratyczna Partia Kirgistanu – na czele z Ałmazbekiem Atambajewem, byłym premierem i wicepremierem rządu tymczasowego
- Ak Szumkar (Biały Sokół) – na czele z Temirem Sarijewem, byłym opozycjonistą i ministrem finansów w rządzie tymczasowym
- Ar Namys (Godność) – na czele z Feliksem Kułowem, byłym premierem, przeciwnikiem systemu parlamentarnego, głoszącego konieczność przywrócenia silnej roli prezydenta i krytykiem rządu tymczasowego. Kułow jako jedyny kandydat został przyjęty przez prezydenta Rosji Dmitrija Miedwiediewa.
- Ata Żurt (Ojczyzna) – nowo powstała partia na czele z Kamczibekiem Taszijewem, byłym ministrem ds. sytuacji nadzwyczajnych, mającym silne poparcie na południu kraju, krytykiem rządu tymczasowego
- Partia Respublika (Republika) – nowo powstała partia na czele z Omerbekiem Babanowem, byłym deputowanym i przedsiębiorcą, chcącym reprezentować interesy tego środowiska

Uprawnionych do głosowania było 2,8 mln obywateli spośród 5,3 mln mieszkańców kraju. O mandat parlamentarny ubiegało się ponad 3 tys. kandydatów. W czasie kampanii wyborczej większość partii politycznych obiecywała w swoich programach zaprowadzenie w kraju pokoju, stabilności, rządów prawa oraz uzdrowienie gospodarki. Kampania składała się z debat telewizyjnych, partyjnych wieców, a na ulicach miast widniały billboardy i plakaty wyborcze. 

## Głosowanie i wyniki
Głosowanie, pomimo obaw o bezpieczeństwo, odbyło się w pokojowej atmosferze. Prezydent Roza Otunbajewa określiła dzień mianem "historycznego" dla republiki, podkreślając, że obywatele mieli możliwość zadecydowania o swoim losie i przyszłości. Komisja wyborcza odnotowała jedynie "nieznaczne" nieprawidłowości, w tym dwa przypadki sztucznego wypełniania urn wyborczych. Południowe regiony kraju, w tym miasta Osz i Dżalalabad w czasie wyborów znajdowały się pod mocną obstawą służb bezpieczeństwa. 
Do parlamentu dostało się 5 partii politycznych, jednak żadna z nich nie uzyskała ponad 9% głosów poparcia, co oznaczało konieczność stworzenia po wyborach rządu koalicyjnego przez co najmniej 3 partie. Najwięcej głosów i mandatów uzyskała nacjonalistyczna partia Ata Żurt, mająca silne poparcie na południu kraju i grupująca część dawnych współpracowników prezydenta Kurmanbeka Bakijewa, postulująca powrót do prezydenckiego systemu rządów. Drugie miejsce zajęła Socjaldemokratyczna Partia Kirgistanu, popierająca rząd tymczasowy Rozy Otunbajewy. Trzecie miejsce uzyskała partia Ar Namys, opowiadająca się za silnymi związkami z Rosją oraz również głosząca potrzebę przywrócenia silnej władzy prezydenta. 
Frekwencja wyborcza wyniosła 55%, największa (66%) była w mieście Osz na południu, stanowiącym epicentrum czerwcowego konfliktu etnicznego. 
- Szczegółowe wyniki wyborów:

| Partia polityczna                                                                         | Partia polityczna                     | Liczba głosów | % ¹   | +/–     | Liczba mandatów | +/– |
| ----------------------------------------------------------------------------------------- | ------------------------------------- | ------------- | ----- | ------- | --------------- | --- |
|                                                                                           | Ata Żurt                              | 257 100       | 8,47% | -38,52% | 28              | -43 |
|                                                                                           | Socjaldemokratyczna Partia Kirgistanu | 237 634       | 7,83% | +2,78%  | 26              | +15 |
|                                                                                           | Ar Namys                              | 229 916       | 7,57% | +7,57%  | 25              | +25 |
|                                                                                           | Partia Respublika                     | 210 594       | 6,93% | +6,93%  | 23              | +23 |
|                                                                                           | Ata Meken                             | 166 714       | 5,49% | +5,49%  | 18              | +18 |
|                                                                                           | Bütün Kyrgyzstan                      | 139 548       | 4,60% | 4,6%    | 0               | 0   |
|                                                                                           | Ak Szumkar                            | 78 673        | 2,59% | 2,59%   | 0               | 0   |
|                                                                                           | Pozostałe partie                      | 286 736       | 9,44% | 9,44%   | 0               | 0   |
|                                                                                           | Głosy nieważne                        | 10 839        | 0,36% | -       | -               | -   |
|                                                                                           | Razem (frekwencja 55,31%)             | 1 679 710     |       | -       | 120             | -   |
| Źródło: ¹ - procent głosów wszystkich uprawnionych do głosowania, a nie tylko głosujących |                                       |               |       |         |                 |     |

13 października 2010, na życzenie partii Butun Kirgistan, która wedle oficjalnych wyników nie dostała się do parlamentu, rozpoczęto powtórne liczenie głosów. Członkowie tej partii domagali się ich ponownego przeliczenia, dowodząc, że w trakcie wcześniejszej procedury doszło do błędów ludzkich i problemów z automatycznym system zliczania głosów. 1 listopada 2010 komisja wyborcza ogłosiła oficjalne wyniki wyborów, które niewiele różniły się od opublikowanych wcześniej. Nie zmieniły one podziału mandatów w parlamencie. 

## Ocena głosowania
Wybory były monitorowane przez zagranicznych obserwatorów. Swą misję przysłała OBWE. W jej skład weszło 22 długoterminowych oraz 300 krótkoterminowych obserwatorów, rozlokowanych w różnych regionach kraju. Łączna liczba obserwatorów krajowych i zagranicznych wyniosła ok. 800 osób.
Misja OBWE pochwaliła przebieg procesu wyborczego. Oświadczyła, że szeroki zakres wyboru kandydatów oraz ożywiona kampania wyborcza odróżniły te wybory od innych w tym regionie, a one same stanowiły przykład dla państw sąsiednich. Jeden z jej członków stwierdził, że były to pierwsze wybory w Azji Środkowej, których wyniku nie można było z góry przewidzieć.